# THE JSB WORLD
『THE JSB WORLD』（ザ ジェイエスビー ワールド）は、三代目 J Soul Brothers from EXILE TRIBEの通算2枚目のベスト・アルバムである。2017年3月29日にrhythm zoneから発売された。

## 概要
- 前作『THE BEST/BLUE IMPACT』から3年ぶりとなるベストアルバム。オールタイムベストアルバムである。
- 「3CD+2DVD」、「3CD+2Blu-ray」、「3CD」の全3形態でのリリース。CD・DVD・Blu-rayは同じ内容。「3CD+2DVD」、「3CD+2Blu-ray」の初回盤は、三方背BOX、デジパック仕様のほか、デビュー当時の写真からこのアルバムのために撮り下ろした写真を含む全100ページのヒストリー・フォトブック付き。
- CDには、デビューシングル「Best Friend's Girl」から最新シングル「HAPPY」までの全46曲を収録。代表曲の「R.Y.U.S.E.I.」を含め、9thシングル「SPARK」以降のシングル曲等はベストアルバム初収録。2013年に小説「空に住む」とセットで発売された「空に住む〜Living in your sky〜」を初パッケージ化。
- DVD及びBlu-rayには、約3時間を超えるミュージックビデオ全33曲を収録。「J.S.B. LOVE」のミュージックビデオを初収録。
- 第32回日本ゴールドディスク大賞でベスト5アルバムを受賞[4]。

## チャート成績
- 2017年4月10日付のオリコン週間アルバムランキングで、初週35.7万枚を売り上げ、初登場1位を獲得した。アルバムランキングの首位獲得は、『MIRACLE』から5作連続通算5作目で、2013年度から5年連続[5]。
- Billboard JAPAN Top Albums Sales[6]、オリコン週間デジタルアルバムランキングなどでも初登場1位を獲得した[7]。
- 6月23日発表の「オリコン2017年上半期ランキング」で4位[8]、7月14日発表の「2017年上半期 音楽ソフト売上額TOP10」では上半期のアルバム売上額1位となった（26.1億円）[9]。

## 収録曲

### CD

#### DISC-1
1. Best Friend's Girl (5:02)
作詞：松尾潔 / 作曲：Daisuke Kawaguchi / 編曲：Yuta Nakano
  - デビューシングル表題曲。明治「Meltykiss」CMソング。
2. On Your Mark〜ヒカリのキセキ〜 (4:16)
作詞：Kenn Kato / 作曲・編曲：Nao Tanaka
  - 2ndシングル表題曲。ドラマ「検事・鬼島平八郎」主題歌。
3. LOVE SONG  (5:28)
作詞：小竹正人 / 作曲・編曲：Kazuhiko Hara
  - 3rdシングル表題曲。LIXIL「アイフルホーム」CMソング。
4. Japanese Soul Brothers (4:53)
作詞：michico / 作曲：T.Kura、michico / 編曲：T.Kura
  - 1stアルバム「J Soul Brothers」収録曲。二代目 J Soul Brothers + 三代目 J Soul Brothers。
5. FIGHTERS (3:17)
作詞：lil'showy、P-CHO、GS、KUBO-C、Tomogen / 作曲・編曲：lil'showy
  - 4thシングル表題曲。ドラマ「ろくでなしBLUES」主題歌。
6. リフレイン ( 4:44)
作詞：Yasushi Akimoto / 作曲・編曲：Yuta Nakano
  - 5thシングル表題曲。H.I.S. CMソング。
7. NEW WORLD  (3:25)
作詞：P.O.S. / 作曲：BACHLOGIC、FAST LANE、JOVEEK MURPHY / 編曲：BACHLOGIC、FAST LANE、JAVEEK MURPHY、P.O.S.、HIRO DOI
  - 5thシングルカップリング曲。PS3用ソフト「無双OROCHI 2」CMソング。
8. Go my way (4:08)
作詞：ArikA / 作曲：BACHLOGIC、ERIK LIDBOM、FAST LANE / 編曲：BACHLOGIC、FAST LANE、HIRO DOI (NICHION)
  - 6thシングル表題曲。GREE「聖戦ケルベロス」CMソング。
9. 最後のサクラ (4:57)
作詞：小竹正人 / 作曲・編曲：Yuichi Hayashida
  - 6thシングルカップリング曲。
10. 花火 (5:36)
作詞：小竹正人 / 作曲:Hiroki Sagawa from Asiatic Orchestra (Vanir) / 編曲：Yuta Nakano
  - 7thシングル「0〜ZERO〜」リード曲。「第63回NHK紅白歌合戦」歌唱楽曲。「第54回日本レコード大賞」優秀作品賞。
11. (YOU SHINE)THE WORLD (4:10)
作詞・作曲：STY、Andy Love、Marcus Winter-John、Daniel Obi Klein / 編曲：Daniel Obi Klein
  - 7thシングル「0〜ZERO〜」カップリング曲。ABCマートCMソング。
12. Kiss You Tonight (4:25)
作詞：Kenn Kato / 作曲：Jeff Miyahara、ERIK LIDBOM / 編曲：ERIK LIDBOM
  - 7thシングル「0〜ZERO〜」カップリング曲。ドラマ「結婚同窓会 〜SEASIDE LOVE〜」主題歌。
13. LET'S PARTY (4:23)
作詞：michico / 作曲：T.Kura、michico / 編曲：T.Kura
  - 7thシングル「0〜ZERO〜」カップリング曲。ドラマ「戦国BASARA-MOONLIGHT PARTY-」OPテーマソング。
14. Powder Snow 〜永遠に終わらない冬〜 (5:34)
作詞：小竹正人 / 作曲：Daisuke Kahara、SHIKATA / 編曲：Daisuke Kahara
  - 8thシングル表題曲。
15. FLAP YOUR WINGS (3:18)
作詞：ArikA / 作曲：BACHLOGIC、FAST LANE、JOVEEK MURPHY / 編曲：BACHLOGIC、FAST LANE、JAVEEK MURPHY、HIRO DOI (NICHION)
  - 8thシングルカップリング曲。

#### DISC-2
1. LOOK @ US NOW! (4:57)
作詞：michico / 作曲：T.Kura、michico / 編曲：T.Kura
  - 3rdアルバム「MIRACLE」収録曲。
2. SPARK (3:21)
作詞：ArikA / 作曲：Albi Albertsson、Nanna Larsen、Keith Hamilton / 編曲：MUSSASHI
  - 9thシングル表題曲。Samantha Thavasa CMソング。
3. Higher (3:18)
作詞：P.O.S. / 作曲：SKY BEATZ、ERIK LIDBOM、Jeff Miyahara / 編曲：SKY BEATZ
  - 9thシングルカップリング曲。
4. 空に住む〜Living in your sky〜 (5:10)
作詞：小竹正人 / 作曲・編曲：h-wonder
  - 小説「空に住む」主題歌及び、小説付属CD収録曲。
  - 岩田剛典出演 映画「空に住む」主題歌。
5. BURNING UP (3:57)
作詞：bag o'pound / 作曲：SMIDI、SIRIUS / 編曲：SMIDI
  - EXILE TRIBE(三代目 J Soul Brothers VS GENERATIONS)のシングル曲。
6. Waking Me Up (3:55)
作詞：岡田マリア / 作曲：SKY BEATZ、FAST LANE、CHRIS HOPE、J FAITH
  - EXILE TRIBE シングル「BURNING UP」カップリング曲。
7. 冬物語 (5:34)
作詞：小竹正人 / 作曲：Hiroki Sagawa from Asiatic Orchestra / 編曲：中野雄太
  - 10thシングル表題曲。「第64回NHK紅白歌合戦」歌唱楽曲。
8. T.T.T. (Top To Toe) (3:27)
作詞・作曲：STY
  - 10thシングルカップリング曲。
9. SO RIGHT (3:47)
作詞：岡田マリア / 作曲：Ichiro Suezawa、Drew Ryan Scott、Devin Fox / 編曲：ICHI
  - 11thシングル表題曲。ドラマ「ハニー・トラップ」主題歌。
10. S.A.K.U.R.A. (4:51)
作詞・作曲：STY / ラップ詞：SWAY
  - 12thシングル表題曲。
11. 風の中、歩き出す (4:55)
作詞：樫田正剛 / 作曲・編曲：h-wonder
  - 12thシングルカップリング曲。
12. R.Y.U.S.E.I. (5:25)
作詞：STY / 作曲：STY、Maozon
  - 13thシングル表題曲。「第65回NHK紅白歌合戦」歌唱楽曲。「第56回日本レコード大賞」大賞。
13. Summer Dreams Come True (4:09)
作詞：小竹正人 / 作曲：FAST LANE、ERIK LIDBOM
  - 13thシングルカップリング曲。Samantha Tiara & Samantha Thavasa CMソング。
14. Wedding Bell ～素晴らしきかな人生～  (5:01)
作詞：小竹正人 / 作曲・編曲：h-wonder
  - 13thシングルカップリング曲。リクルート「ゼクシィ」CMソング。
15. C.O.S.M.O.S. 〜秋桜〜 (4:11)
作詞：小竹正人 / 作曲：Hiroki Sagawa、Ryosuke Saito / 編曲：中野雄太
  - 14thシングル表題曲。ハウステンボス CMソング。
16. Glory (3:51)
作詞：Amon Hayashi、SHOKICHI / 作曲：HIKARI、SIRIUS、BIG-F
  - 14thシングルカップリング曲。エースコック「スーパーカップ」CMソング。

#### DISC-3
1. O.R.I.O.N. (4:57)
作詞：STY / 作曲：STY、Maozon
  - 15thシングル表題曲。アパマンショップ  CMソング。
2. Eeny, meeny, miny, moe! (3:56)
作詞：TAKANORI(LL BROTHERS)、ALLY / 作曲：T-SK、JONAS Zekkari、BIG-F
  - 5thアルバム「PLANET SEVEN」リード曲。「MTV Video Music Awards Japan」最優秀ビデオ賞。
3. starting over (4:20)
作詞：小竹正人 / 作曲：FAST LANE、MATS LIE SKARE、220、BCHO
  - 16thシングル表題曲。単独ドームツアー「三代目 J Soul Brothers LIVE TOUR 2015 "BLUE PLANET"」テーマソング。
4. STORM RIDERS feat. SLASH (3:15)
作詞：TAKANORI(LL BROTHERS)、ALLY / 作曲：ZETTON、Shikata、CHRIS HOPE
  - 17thシングル表題曲。元ガンズ・アンド・ローゼズのギタリスト・スラッシュとのコラボレーション作品。
5. J.S.B. DREAM (4:52)
作詞・作曲：STY
  - 17thシングルカップリング曲。
6. Summer Madness feat. Afrojack (4:35)
作詞：STY / 作曲:Afrojack、STY
  - 18thシングル表題曲。ANA「旅割」CMソング。「第66回NHK紅白歌合戦」歌唱楽曲。「第48回日本有線大賞」大賞。
7. Unfair World (5:21)
作詞：小竹正人 / 作曲・編曲：Mitsu.J for Digz, Inc. Group
  - 19thシングル表題曲。映画「アンフェア the end」主題歌。「第57回日本レコード大賞」大賞。
8. Feel So Alive (4:16)
作詞：michico、CRAZYBOY / 作曲：T.Kura、michico、CRAZYBOY / 編曲：T.Kura
  - 6thアルバム「THE JSB LEGACY」リード曲。洋服の青山 CMソング。
9. Share The Love (4:18)
作詞：HIRO (Digz inc.) / 作曲：HIRO、Dirty Orange
  - THE Sharehappi from 三代目 J Soul Brothers from EXILE TRIBEによる配信限定シングル。江崎グリコ「ポッキー」CMソング。
10. Born in the EXILE (5:15)
作詞：RYUJI IMAICHI、HIROOMI TOSAKA / 作曲：T-SK、MoonChild
  - 6thアルバム「THE JSB LEGACY」収録曲。映画「Born in the EXILE 〜三代目J Soul Brothersの奇跡〜」主題歌。
11. MUGEN ROAD  (3:08)
作詞：TAKANORI(LL BROTHERS)、ALLY / 作曲：Albi Albertsson、Jeff Miyahara
  - HiGH&LOW ORIGINAL BEST ALBUM収録曲。ドラマ「HiGH&LOW〜THE STORY OF S.W.O.R.D.〜」主題歌。
12. Welcome to TOKYO (4:45)
作詞：michico / 作曲・編曲：T.Kura、michico
  - 20thシングル表題曲。ローソン CMソング。「第67回NHK紅白歌合戦」歌唱楽曲。
13. BRIGHT (5:02)
作詞：小竹正人 / 作曲：FAST LANE、ERIK LIDBOM
  - 20thシングルカップリング曲。コーセー70周年企業広告 CMソング。
14. HAPPY (3:07)
作詞：今市隆二、小竹正人 / 作曲：Albi Albertsson、Pete Boyes、Manabu Marutani
  - 21stシングル表題曲。ドラマ「スーパーサラリーマン左江内氏」主題歌。
15. J.S.B. LOVE (4:41)
作詞：STY、CRAZYBOY / 作曲：T.Kura、STY
  - 21stシングルカップリング曲。「スッキリ!!」テーマソング。

### DVD/Blu-ray

#### DISC-4
[Music Video]
1. Best Friend's Girl
2. On Your Mark～ヒカリのキセキ～
3. LOVE SONG
4. Japanese Soul Brothers / 二代目 J Soul Brothers + 三代目 J Soul Brothers
5. FIGHTERS
6. FIGHTERS -ROUND 2-
7. FIGHTERS -ROUND 3-
8. リフレイン
9. Go my way
10. 花火
11. Powder Snow ～永遠に終わらない冬～
12. LOOK @ US NOW!
13. SPARK
14. BURNING UP / EXILE TRIBE(三代目 J Soul Brothers VS GENERATIONS)
15. Waking Me Up
16. 冬物語
17. SO RIGHT

#### DISC-5
[Music Video]
1. S.A.K.U.R.A.
2. R.Y.U.S.E.I.
3. C.O.S.M.O.S. ～秋桜～
4. O.R.I.O.N.
5. Eeny,meeny,miny,moe!
6. starting over
7. STORM RIDERS feat. SLASH
8. J.S.B. DREAM
9. Summer Madness feat. Afrojack
10. Unfair World
11. Feel So Alive
12. Born in the EXILE
13. MUGEN ROAD
14. Welcome to TOKYO
15. HAPPY
16. J.S.B. LOVE